# Neue Deutsche Welle

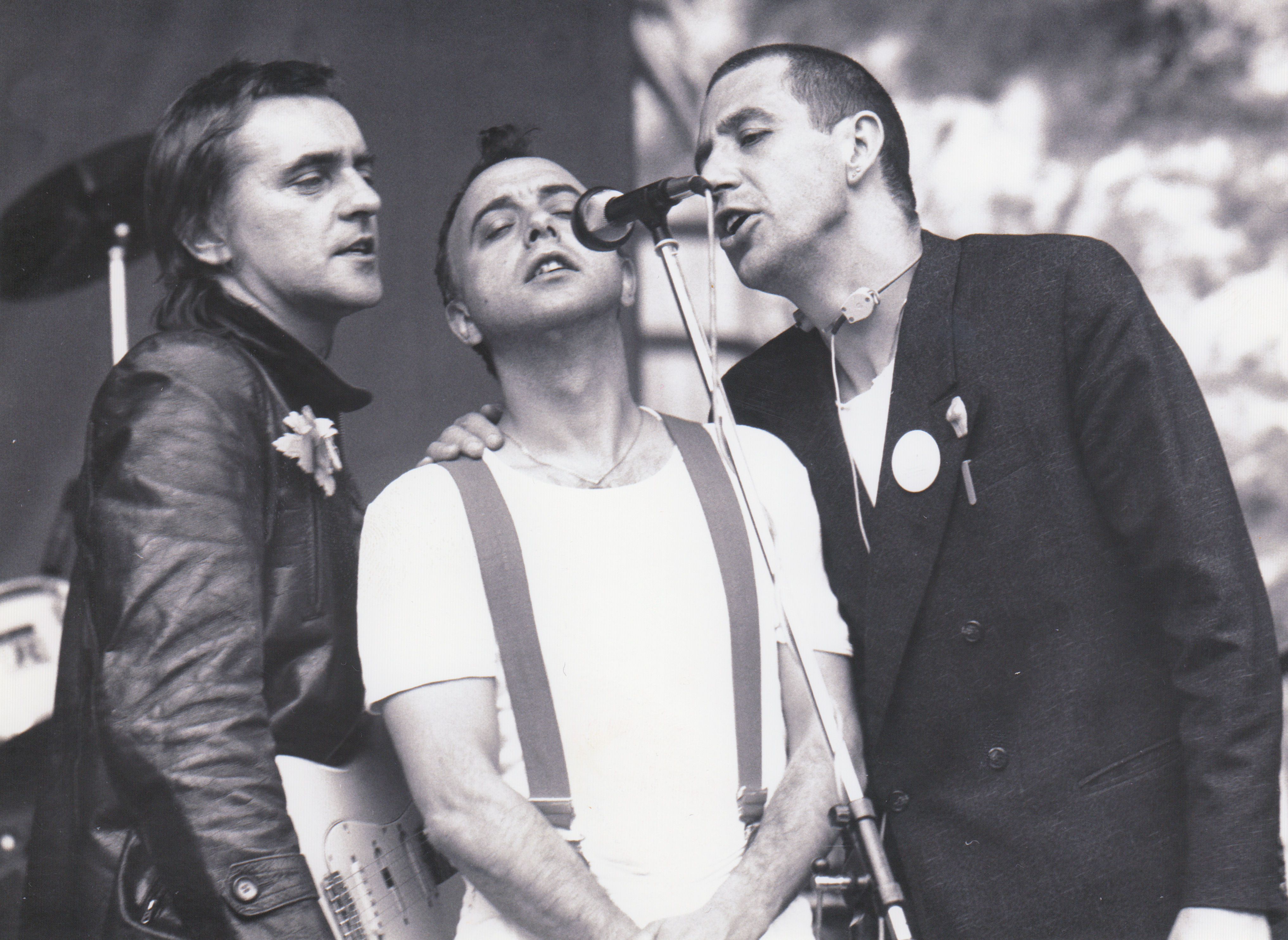
Trio, 1982

Neue Deutsche Welle (NDW, niemiecka nowa fala) – młodzieżowa muzyka niemieckiego podziemia i równoległego nurtu mainstreamowego lat 70. i 80. XX wieku. NDW jest alternatywną twórczością młodzieżowej awangardy zachodnioniemieckiej, wywodzącej się z brytyjskiego punk rocka i nurtu określanego jako nowa fala. Jedną z głównych cech były „kanciaste” teksty i użycie „nieokrzesanego, ulicznego” języka niemieckiego.
Najważniejsi przedstawiciele NDW nurtu „podziemnego” to zespoły: Mittagspause, Abwärts, The Wirtschaftswunder, Der Plan i DAF, czy Die Krupps. Nurt główny, bardziej skomercjalizowany, to tacy muzycy jak Alphaville, Nena (99 Luftballons), Trio (Da da da), Falco (Der Kommissar, Rock me Amadeus), zespół Extrabreit czy Peter Schilling (Major Tom). NDW była tworzona m.in. w Düsseldorfie (Labels Rondo, Schallmauer-Records & Ata Tak), Hamburgu (ZickZack Records) oraz w Berlinie Zachodnim.
W 2009 roku ukazał się film dokumentalny produkcji niemieckiej w reżyserii Birgit Herdlitschke pt. Post punk i nowa niemiecka fala z serii Witamy w latach osiemdziesiątych, przedstawiający m.in. powstanie i rozwój NDW.
W Polsce najbliższą tej pierwotnej formie był zespół Ersatz (1982/1983, Atomowa schizofrenia, Komputery, komputery, Obca propaganda, Jesteś pierwsza lepsza!). Twórcami zespołu byli Jerzy Kansy, Jacek Osika, Krzysztof Kasprzyk, Janusz Kasprzyk, Jerzy Bratek i Janusz Szot ps. Mick Bonny, ps. „Saxofon”.